# Route 235 (Québec)
Pour les articles homonymes, voir Route 235.
La route 235 (R-235) est une route régionale québécoise d'orientation nord / sud située sur la rive sud du fleuve Saint-Laurent. Elle dessert les régions de l'Estrie et de la Montérégie.

## Tracé
La route 235 débute à la frontière américaine à Saint-Armand, dans la continuité de la VT 235 du Vermont. Elle se termine à Yamaska sur la route 132. Son tracé passe au centre-ville de Saint-Hyacinthe, où elle change à plusieurs reprises de direction et de rue. Les 11 derniers kilomètres de la route bordent la rive ouest de la rivière Yamaska.

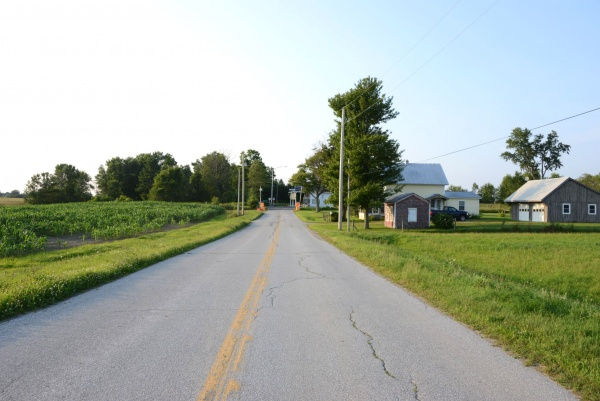
La frontière canado-américaine à Morses Line marque l'extrémité sud de la route 235.
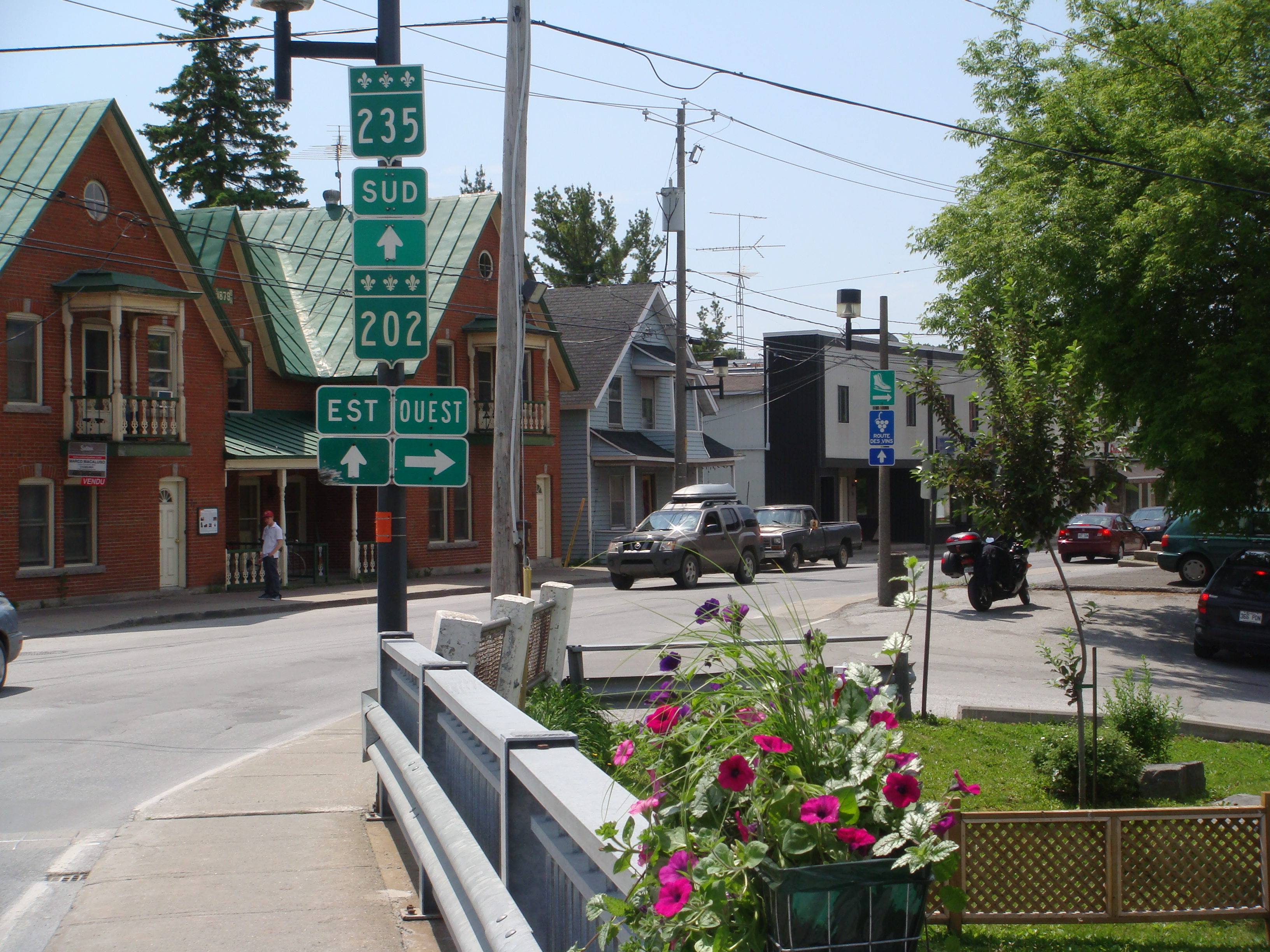
Intersection des routes 202 et 235 dans la ville de Bedford.
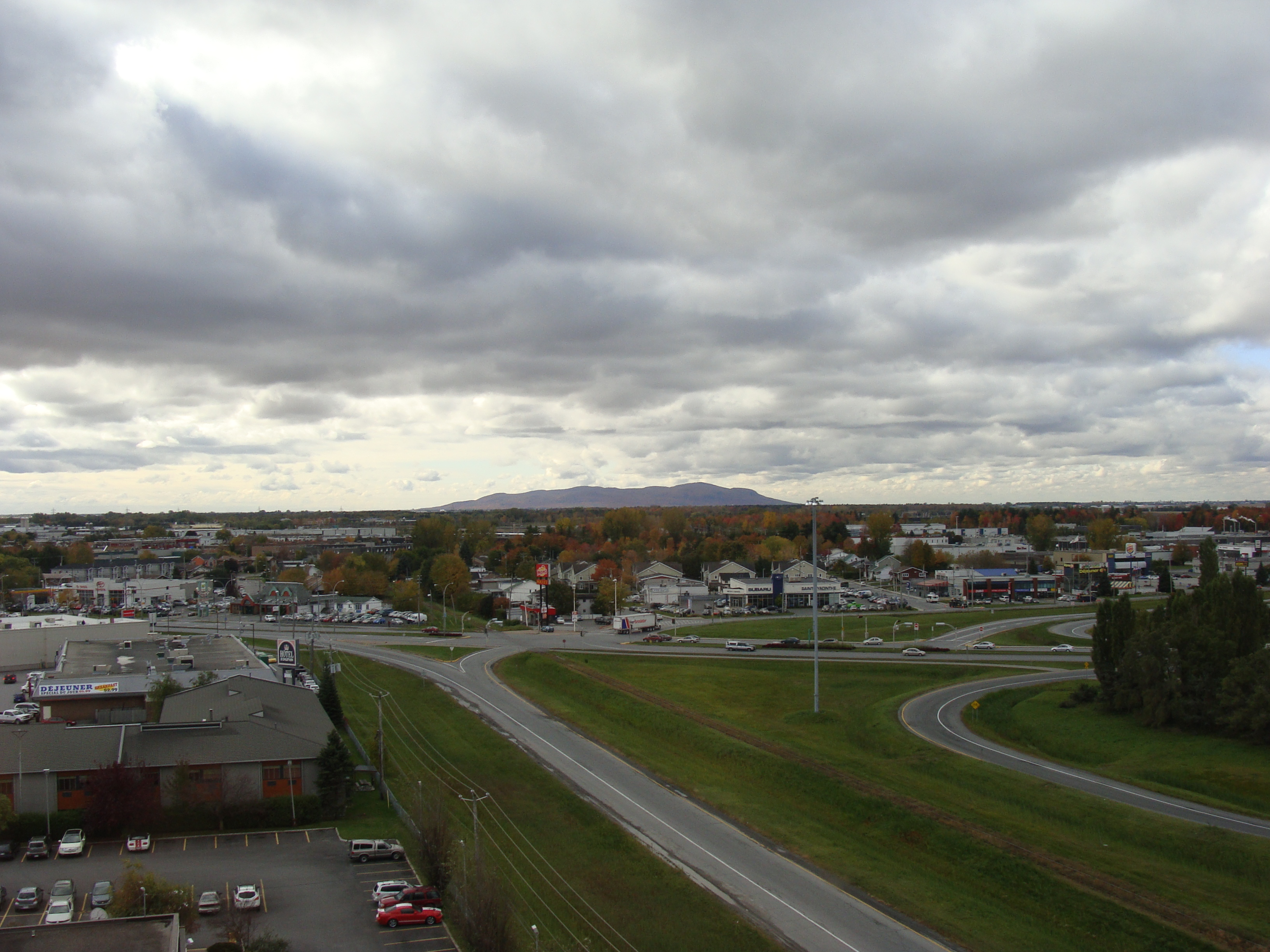
L'échangeur des routes 137 et 235 avec l'autoroute 20 à Saint-Hyacinthe.

## Frontière internationale
À son extrémité sud, au passage frontalier de Morses Line, la route 235 relie le Québec au Vermont, aux États-Unis. À la frontière, la route 235 devient la VT 235. La rotue entre aux États-Unis par le hameau de Morses Line, faisant partie de la municipalité de Franklin, dans le comté du même nom.
Le poste frontalier est ouvert tous les jours de 8 h à minuit du côté américain. Du côté canadien, le poste de Morses Line est pourvu d'employés de 8h à 16 h tous les jours, et il est tout de même possible depuis 2015 d'entrer au Canada hors de ces heures grâce à la technologie de dédouanement à distance selon laquelle un agent de douanes fait l'entrevue via un système sophistiqué de caméras et d'un système audio bi-directionnel.

## Localités traversées (du sud au nord)
Liste des municipalités dont le territoire est traversé par la route 235, regroupées par municipalité régionale de comté.

### Estrie
Brome-Missisquoi
- Saint-Armand
- Bedford (Canton)
- Bedford (Ville)
- Saint-Ignace-de-Stanbridge
- Notre-Dame-de-Stanbridge
- Sainte-Sabine
- Farnham

### Montérégie
Rouville
- Ange-Gardien
- Saint-Paul-d'Abbotsford

Les Maskoutains
- Saint-Pie
- Saint-Hyacinthe
- Saint-Barnabé-Sud
- Saint-Jude
- Saint-Louis

Pierre-De Saurel
- Saint-Aimé
- Massueville
- Yamaska

## Intersections majeures
| MRC                                           | Municipalité            | km     | Destinations                                                    | Notes |
| --------------------------------------------- | ----------------------- | ------ | --------------------------------------------------------------- | --- |
| Brome-Missisquoi                              | Saint-Armand            | 0,00   | VT 235 sud – Franklin                                           | Continue au Vermont                                                                                              |
| Brome-Missisquoi                              | Saint-Armand            | 0,00   | Frontière canado-américaine (Passage frontalier de Morses Line) | |
| Brome-Missisquoi                              | Bedford                 | 15,10  | R-202 est – Cowansville, Dunham                                 | Terminus sud du multiplex avec la R-202; Dunham indiqué en direction sud seulement                               |
| Brome-Missisquoi                              | Bedford                 | 15,20  | R-202 ouest – Pike River, Venise-en-Québec                      | Terminus nord du multiplex avec la R-202; Pike River indiqué en direction nord seulement                         |
| Brome-Missisquoi                              | Farnham                 | 32,50  | R-104 est – Cowansville                                         | Terminus sud du multiplex avec la R-104                                                                          |
| Brome-Missisquoi                              | Farnham                 | 34,50  | R-104 ouest – Saint-Jean-sur-Richelieu, Saint-Césaire           | Terminus nord du multiplex avec la R-104; Saint-Césaire indiqué en direction nord seulement                      |
| Brome-Missisquoi                              | Farnham                 | 37,60  | Boulevard Industriel                                            | Carrefour giratoire                                                                                              |
| Rouville                                      | Ange-Gardien            | 45,40  | A-10 – Montréal, Sherbrooke                                     | Sortie 55 de l'A-10                                                                                              |
| Rouville                                      | Saint-Paul-d'Abbotsford | 52,20  | R-112 – Saint-Paul-d'Abbotsford, Chambly, Saint-Césaire, Granby | Saint-Paul-d'Abbotsford et Chambly indiqués en direction nord, Saint-Césaire et Granby indiqués en direction sud |
| Les Maskoutains                               | Saint-Pie               | 61,30  | Rue Notre-Dame / Rang de la Rivière Nord – Saint-Pie            | Échangeur |
| Les Maskoutains                               | Saint-Hyacinthe         | 76,90  | R-231 sud – Saint-Damase, Rougemont                             | Terminus nord de la R-231                                                                                        |
| Les Maskoutains                               | Saint-Hyacinthe         | 77,40  | R-116 ouest – Belœil                                            | Terminus sud du multiplex avec la R-116                                                                          |
| Les Maskoutains                               | Saint-Hyacinthe         | 79,40  | R-116 est (Rue Dessaulles)                                      | Terminus nord du multiplex avec la R-116                                                                         |
| Les Maskoutains                               | Saint-Hyacinthe         | 80,90  | Boulevard Casavant                                              | La R-235 suit le Boulevard Casavant                                                                              |
| Les Maskoutains                               | Saint-Hyacinthe         | 81,40  | R-137 sud (Boulevard Laframboise)                               | Terminus sud du multiplex avec la R-137; la R-235 suit le Boulevard Laframboise                                  |
| Les Maskoutains                               | Saint-Hyacinthe         | 82,20  | A-20 – Montréal, Québec                                         | Sortie 137 de l'A-20                                                                                             |
| Les Maskoutains                               | Saint-Hyacinthe         | 83,00  | R-137 nord – La Présentation, Saint-Denis-sur-Richelieu         | Terminus nord du multiplex avec la R-137                                                                         |
| Pierre-De Saurel                              | Saint-Aimé              | 114,30 | R-239 sud – Saint-Marcel-de-Richelieu                           | Terminus sud du multiplex avec la R-239                                                                          |
| Pierre-De Saurel                              | Saint-Aimé              | 117,50 | R-239 nord – Sorel-Tracy, Sainte-Victoire-de-Sorel              | Terminus nord du multiplex avec la R-239                                                                         |
| Pierre-De Saurel                              | Yamaska                 | 130,30 | R-132 – Saint-Robert, Sorel-Tracy, Nicolet                      | |
| - Terminus de multiplex - Transition de route |                         |        |                                                                 | |